# Kevin Livingston

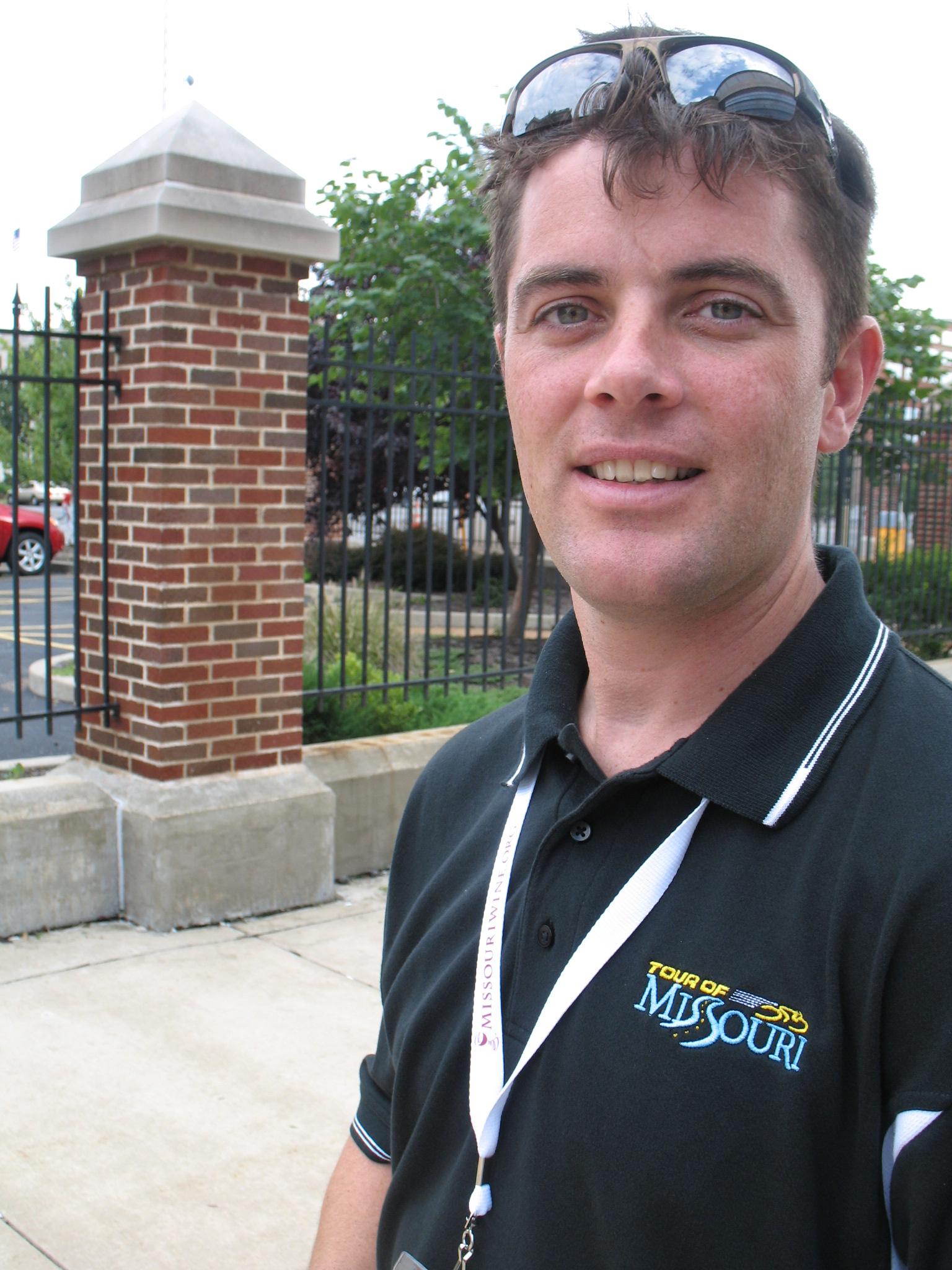
Kevin Livingston (2008)

Kevin Livingston (* 24. Mai 1973 in St. Louis (Missouri)) ist ein ehemaliger US-amerikanischer Profi-Radrennfahrer.

## Karriere
1994 gewann er die nationale Meisterschaft im Straßenrennen der Amateure. Livingston fuhr acht Jahre lang als Profi. Er verhalf dem siebenfachen Tour-de-France-Sieger Lance Armstrong zu zwei seiner sieben inzwischen aberkannten Siege. Doch im Jahr 2001 kam es zum Bruch zwischen den beiden. Nach einem Streit mit seinem Kapitän Lance Armstrong wechselte der Bergspezialist Livingston 2001 zu dessen größtem Konkurrenten Jan Ullrich und dem damaligen Team Telekom. Im folgenden Jahr beendete er seine Karriere. Sein letztes Rennen war der San Francisco Grand Prix im September 2002.
Mittlerweile sind Livingston und Armstrong wieder versöhnt. Er betreibt seit dem Ende seiner Karriere in Armstrongs Fahrrad-Geschäft Mellow Johnny’s in Austin ein privates Radtrainingszentrum namens PedalHard.

## Doping
Livingston wurde in einem Untersuchungsbericht der Anti-Doping-Kommission des französischen Senats im Juli 2013 beschuldigt, zu rund 60 Fahrern zu gehören, denen anhand von Nachtests aus dem Jahr 2004 Doping mit dem Blutbildungshormon Erythropoetin (kurz: EPO) bei der Tour de France 1998 nachgewiesen werden konnte.

## Erfolge
1994
- eine Etappe Österreich-Rundfahrt
- US-amerikanischer Meister – Straßenrennen Amateure

1996
- eine Etappe Galicien-Rundfahrt

1997
- zwei Etappen Tour de l’Ain

## Frühere Teams
- 1994 Saturn (Stagaire)
- 1995–1996 Motorola
- 1997–1998 Cofidis
- 1999–2000 US Postal Service
- 2001–2002 Team Telekom